# Souro Pires
Souro Pires é uma freguesia portuguesa do município de Pinhel, com 16,19 km² de área e 473 habitantes (censo de 2021). A sua densidade populacional é 29,2 hab./km².

## Toponímia
Freguesia de arreigadas tradições históricas, Souro Pires tem o seu próprio nome como atestado de um riquíssimo passado. O topónimo representa um nome medieval completo, com nome próprio e patronímico. Soeiro Peres, como se escrevia por volta do século XIII, terá sido um senhor do território da actual freguesia, que pode ser identificado como um de dois importantes nobres locais: Soeiro Peres “de Escacha”, da estirpe dos “da Silva” (século XII) ou Soeiro Peres “de Távora”, de uma época posterior, sendo que ainda hoje existe na freguesia um solar torreado com aquele nome.

## História
Em Souro Pires, ganhou destaque nos séculos centrais da Idade Média o lugar da Quinta do Ervilhão. A poente da sede da freguesia, foi a cabeça de um pequeno couto criado provavelmente no século XII e extinto apenas em 1820. Alguns autores atribuem a Ervilha e ao seu senhor, D. Pêro Ervilhão, a origem de Souro Pires. No século XV, isto seguindo sempre a documentação oficial, existiu também na povoação uma coutada da família dos Coutinhos (Marialvas), o que mais uma vez vem comprovar as tradições nobiliárquicas da povoação.
Da mesma época é igualmente - e aqui entramos no património edificado de Souro Pires - o paço do mesmo nome, atribuído aos Távoras. É uma das mais espectaculares casas senhoriais do concelho de Pinhel, classificada como monumento nacional. Mandado edificar no século XV por D. Soeiro Pires de Távora, quase se assemelha a uma fortaleza, com o seu corpo central em granito maciço (do qual saem algumas janelas maineladas em mármore rodeadas de florões e ornatos lavrados) e os dois torreões laterais. Num destes torreões, encontra-se a capela, com um portal simples de arco de volta inteira. Conserva ainda no seu interior uma imagem de pedra quinhentista, em madeira, que representa a Senhora da Esperança. Diz-se que foi erguido pelos Távoras, embora não haja certezas que o confirmem.
Sabe-se, isso sim, e voltamos aqui à história da freguesia, que depois da morte do último conde de Marialva, D. Francisco Coutinho, o infante D. Fernando passou a ser o senhor do conde de Ervilhão.

## Demografia
A população registada nos censos foi:
| Distribuição da População por Grupos Etários | Distribuição da População por Grupos Etários | Distribuição da População por Grupos Etários | Distribuição da População por Grupos Etários | Distribuição da População por Grupos Etários |
| -------------------------------------------- | -------------------------------------------- | -------------------------------------------- | -------------------------------------------- | -------------------------------------------- |
| Ano                                          | 0-14 Anos                                    | 15-24 Anos                                   | 25-64 Anos                                   | > 65 Anos                                    |
| 2001                                         | 96                                           | 79                                           | 312                                          | 107                                          |
| 2011                                         | 69                                           | 78                                           | 312                                          | 129                                          |
| 2021                                         | 31                                           | 42                                           | 249                                          | 151                                          |

## Património
- Solar dos Távoras